# Квинт Фабий Юлиан
Квинт Фабий Юлиан (лат. Quintus Fabius Iulianus) — римский политический первой половины II века.
О происхождении Юлиана точных сведений нет. В 131 году он занимал должность консула-суффекта вместе с Луцием Фабием Галлом. Возможно, его следует идентифицировать с Квинтом Фабием Юлианом Оптатианом Луцием Фабием Гемином Корнелианом, который назван в надписи, датируемой II веком, консулом. Этот Юлиан происходил из Галериевой трибы, а его отца звали Марк. Предполагается, что он был родом из провинции Бетика. Кроме того, ранее считали, что Квинт был сыном Марка Фабия Юлиана Гераклеона Оптатиана, члена жреческой коллегии арвальских братьев в 135—155 годах. Но, скорее всего, Марк Фабий Юлиан был младшим братом Квинта.